# رایش ۲۹۱۸۵
سیارک ۲۹۱۸۵ (به انگلیسی: 29185 Reich، نامگذاری:1990TG8) بیست و نه هزار و صد و هشتاد و پنجمین سیارک کشف شده‌است که در ۱۳ اکتبر ۱۹۹۰ کشف شد.